# Kathedraal van St Davids
De kathedraal van St Davids is een kathedraal van de Kerk in Wales in St Davids en de bisschopszetel van het bisdom St Davids. 

## Geschiedenis
De geschiedenis van de kathedraal gaat terug tot in de 6e eeuw toen er een klooster werd gebouwd. Tussen 645 en 1097 had het klooster te lijden onder plunderingen, onder andere door de Vikingen. In 1115 werd er een nieuwe kathedraal bij het klooster gebouwd. Paus Calixtus II maakte de kathedraal tot een bedevaartsoord, waarbij hij twee bedevaarten naar St Davids gelijkstelde aan één bedevaart naar Rome en drie bedevaarten gelijk aan één naar Jeruzalem.
In 1181 werd aan de bouw van de huidige kathedraal begonnen. In 1220 zou van dit gebouw de toren instorten en in 1247-1248 zorgde een aardbeving voor beschadigingen. In de 17e eeuw veroorzaakten troepen van Oliver Cromwell beschadigingen aan de kathedraal.
In 1793 werd er begonnen aan het herstellen van de opgelopen schade door Cromwell. Vervolgens waren er ook in de 18e en 19e eeuw ingrijpende restauraties. 